# 帝席一
帝席一（牧夫座12，12 Boo）是牧夫座的一个分光双星系统，视星等为+4.83，距离地球约122光年。